# Rothbach
Pour les articles homonymes, voir Rothbach (homonymie).
Rothbach est une commune française située dans la circonscription administrative du Bas-Rhin et, depuis le 1er janvier 2021, dans le territoire de la Collectivité européenne d'Alsace, en région Grand Est.
Cette commune se trouve dans la région historique et culturelle d'Alsace.

## Géographie

### Localisation
Le village est voisin d'Offwiller, Bischholtz, Ingwiller et à km de Lichtenberg.
Le territoire de la commune est limitrophe de ceux de quatre communes :
| Lichtenberg |          | Offwiller  |
|             | Rothbach |            |
| Ingwiller   |          | Bischholtz |

### Géologie et relief
La commune se compose de 29,91 hectares de territoires artificialisés (3,76 %), 259,74 hectares de territoires agricoles (32,63 %) et 506,25 hectares de forêts et milieux semi-naturels (63,60 %).
Espaces naturels :
- Trois espaces protégés hors Natura 2000 : Vosges Du Nord

Réserve de Biosphère, zone tampon,
Réserve de Biosphère, zone de transition,
Parc naturel régional des Vosges du Nord.
- Un espace protégé Natura 2000 :

La Moder et ses affluents.
- Trois zones naturelles d'intérêt écologique, faunistique et floristique (Znieff) :

Paysage de collines avec vergers du Pays de Hanau,
Cours amont de la Moder et de ses affluents,
Prairies, vergers et vallons humides du piémont vosgien à Rothbach, Offwiller et Zinswiller.
Rothbach fait partie du parc naturel régional des Vosges du Nord.
Carte géologique, sur le Système d’information pour la gestion de l’Aquifère rhénan (SIGES)
Il y a trois carrières de grès rose toujours exploitées sur le ban du village,.

### Hydrographie et les eaux souterraines
Hydrogéologie et climatologie : Système d’information pour la gestion des eaux souterraines du bassin Rhin-Meuse :
Territoire communal : Occupation du sol (Corinne Land Cover); Cours d'eau (BD Carthage),
Géologie : Carte géologique; Coupes géologiques et techniques,
 Hydrogéologie : Masses d'eau souterraine; BD Lisa; Cartes piézométriques.

#### Réseau hydrographique
La commune est dans le bassin versant du Rhin au sein du bassin Rhin-Meuse. Elle est drainée par le ruisseau le Rothbach, le ruisseau le Seelbach, le ruisseau de Bruderthal et le ruisseau le Viedelmatt,.
Le Rothbach, d'une longueur de 23 km, prend sa source dans la commune de Reipertswiller et se jette  dans la Moder à Val-de-Moder, après avoir traversé neuf communes. 

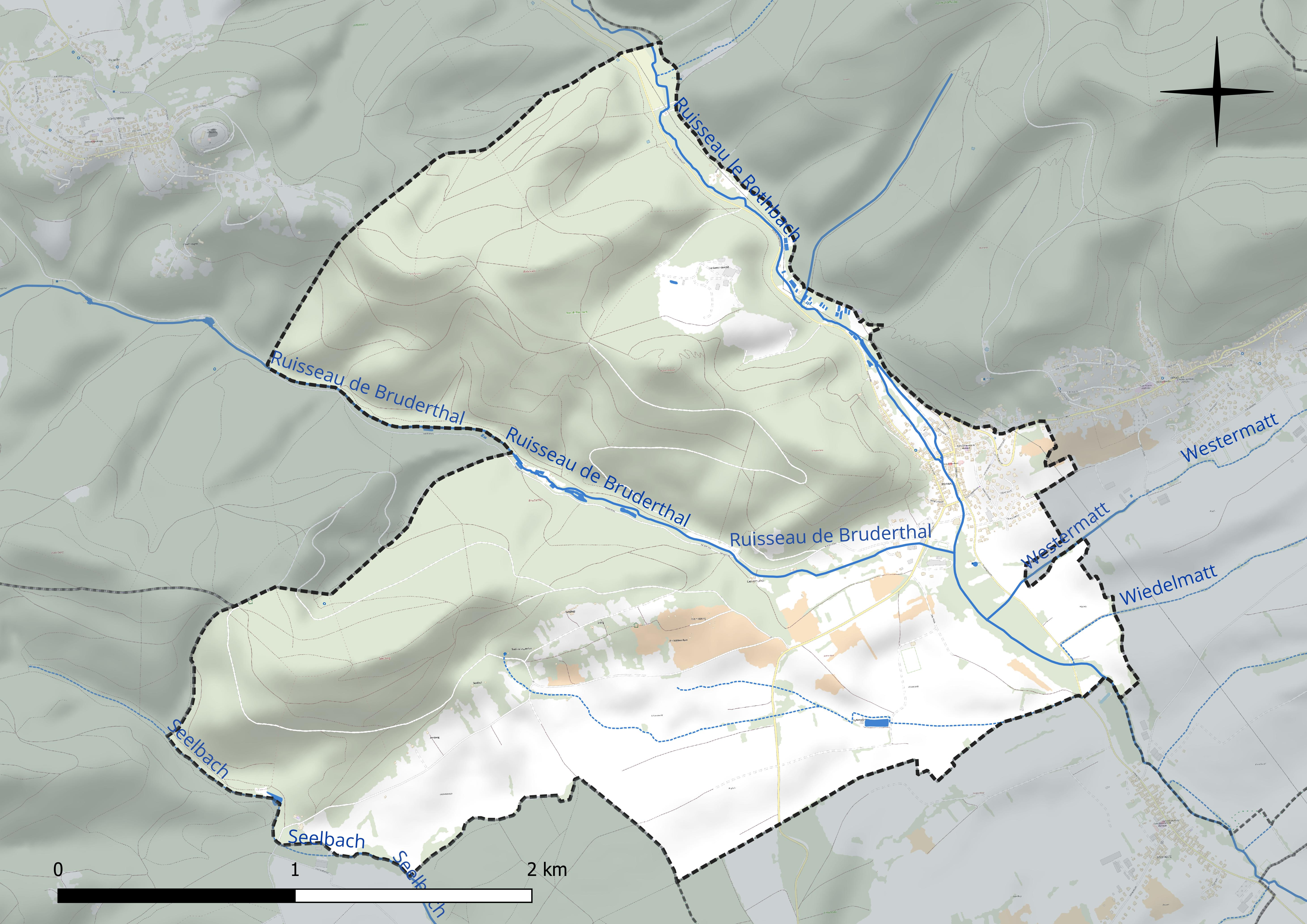
Réseau hydrographique de Rothbach.

#### Gestion et qualité des eaux
Le territoire communal est couvert par le schéma d'aménagement et de gestion des eaux (SAGE) « Moder ». Ce document de planification concerne le bassin versant de la Moder dont le territoire s'étend sur 1 720 km2. Le périmètre a été arrêté le 25 janvier 2006. La commission locale de l'eau a été créée le 12 juillet 2007, puis modifiée le 14 décembre 2021. La structure porteuse de l'élaboration et de la mise en œuvre est le Syndicat des eaux et de l’assainissement Alsace-Moselle (SDEA). 
La qualité des cours d’eau peut être consultée sur un site dédié géré par les agences de l’eau et l’Agence française pour la biodiversité.

### Climat
Pour des articles plus généraux, voir Climat du Grand Est et Climat du Bas-Rhin.
En 2010, le climat de la commune est de type climat des marges montargnardes, selon une étude du Centre national de la recherche scientifique s'appuyant sur une série de données couvrant la période 1971-2000. En 2020, Météo-France publie une typologie des climats de la France métropolitaine dans laquelle la commune est exposée à un climat semi-continental et est dans la région climatique  Vosges, caractérisée par une pluviométrie très élevée (1 500 à 2 000 mm/an) en toutes saisons et un hiver rude (moins de 1 °C). 
Pour la période 1971-2000, la température annuelle moyenne est de 10,4 °C, avec une amplitude thermique annuelle de 17,4 °C. Le cumul annuel moyen de précipitations est de 871 mm, avec 11,6 jours de précipitations en janvier et 10,2 jours en juillet. Pour la période 1991-2020, la température moyenne annuelle observée sur la station météorologique de Météo-France la plus proche, « Uhrwiller_sapc », sur la commune de Uhrwiller à 5 km à vol d'oiseau, est de 10,9 °C et le cumul annuel moyen de précipitations est de 740,0 mm. 
La température maximale relevée sur cette station est de 38,7 °C, atteinte le 7 août 2015 ; la température minimale est de −18 °C, atteinte le 20 décembre 2009,,. 
Les paramètres climatiques de la commune ont été estimés pour le milieu du siècle (2041-2070) selon différents scénarios d'émission de gaz à effet de serre à partir des nouvelles projections climatiques de référence DRIAS-2020. Ils sont consultables sur un site dédié publié par Météo-France en novembre 2022.

## Urbanisme

### Typologie
Au 1er janvier 2024, Rothbach est catégorisée commune rurale à habitat dispersé, selon la nouvelle grille communale de densité à sept niveaux définie par l'Insee en 2022.
Elle est située hors unité urbaine et hors attraction des villes,.

### Occupation des sols
L'occupation des sols de la commune, telle qu'elle ressort de la base de données européenne d’occupation biophysique des sols Corine Land Cover (CLC), est marquée par l'importance des forêts et milieux semi-naturels (63,4 % en 2018), en augmentation par rapport à 1990 (60,3 %). La répartition détaillée en 2018 est la suivante : 
forêts (63,4 %), prairies (20,8 %), terres arables (5,1 %), cultures permanentes (5,1 %), zones urbanisées (3,7 %), zones agricoles hétérogènes (1,8 %). L'évolution de l’occupation des sols de la commune et de ses infrastructures peut être observée sur les différentes représentations cartographiques du territoire : la carte de Cassini (XVIIIe siècle), la carte d'état-major (1820-1866) et les cartes ou photos aériennes de l'IGN pour la période actuelle (1950 à aujourd'hui).

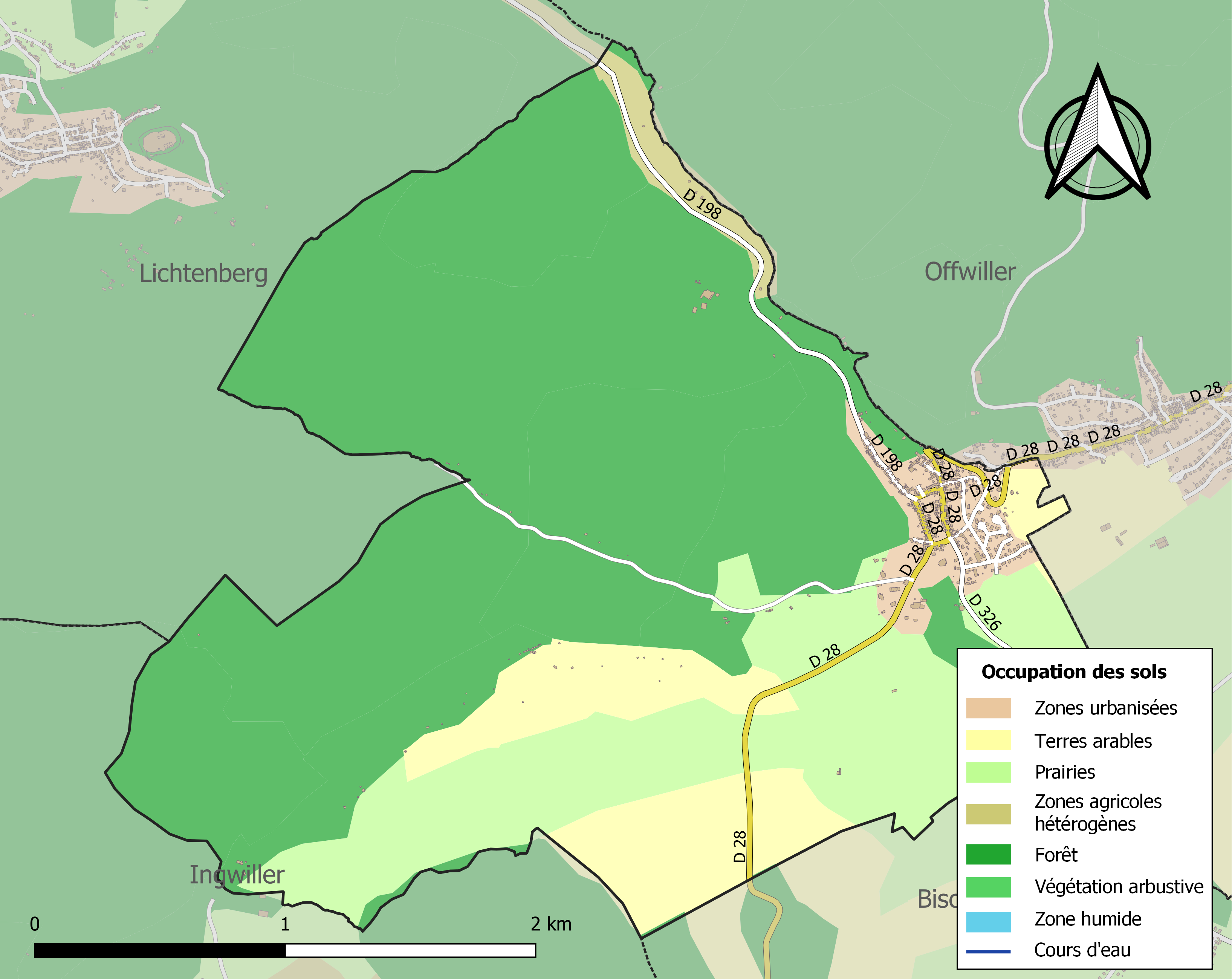
Carte des infrastructures et de l'occupation des sols de la commune en 2018 (CLC).

Commune bénéficiant du plan local d'urbanisme intercommunal du Pays de Niederbronn-les-Bains.

### Voies de communications et transports

#### Voies routières
Outre la route départementale 28 qui relie Niederbronn-les-Bains (à 11 km) à Ingwiller (à 6 km), la commune est également desservie par la RD 326 qui mène à Pfaffenhoffen (à 10 km) et celle remontant le Rothbach jusqu'à Lichtenberg (à 6 km) et Reipertswiller (à 8 km).

#### Transports en commun

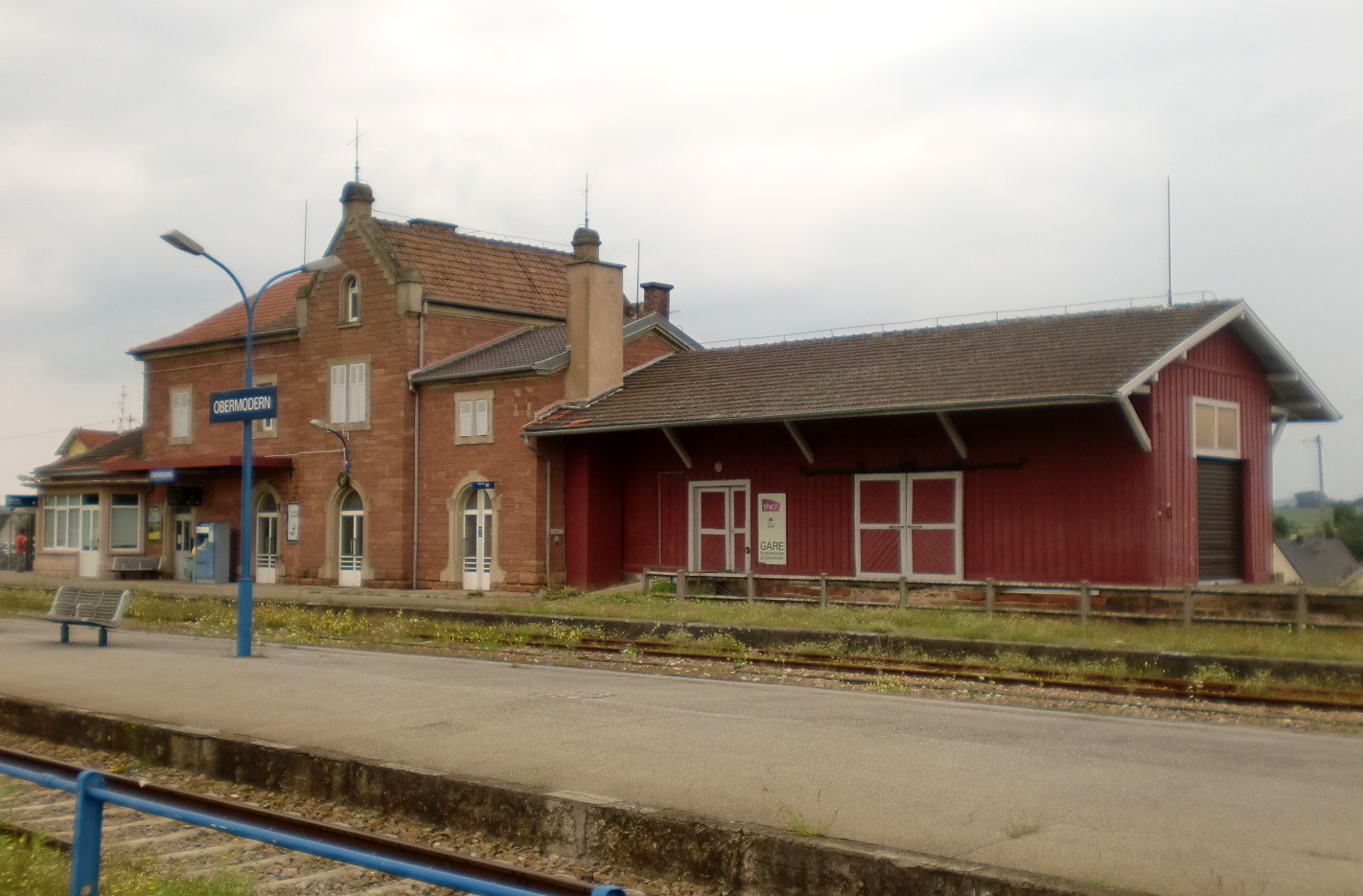
Gare d'Obermodern.

- Transports en Alsace.
- Fluo Grand Est.

##### SNCF
- Gare d'Obermodern.
- Gare de Niederbronn-les-Bains.

### Risques naturels et technologiques
Commune située dans une zone de sismicité modérée.

## Toponymie
Étude historique et linguistique des noms de lieux (toponymie) par Bernard Schmitt.

## Histoire
Le village est mentionné en 826 lors du transfert des reliques de Saint Adelphe sous Louis le Débonnaire et sous l'évêque Drogon, au IXe siècle. Ses reliques furent confiées à l'abbaye de Neuwiller-lès-Saverne. 
Il s'agit sans doute d'une ancienne possession impériale. Le village a subi d'importants dégâts au cours des différentes guerres qui ont ravagé l'Alsace.
Une importante communauté juive est présente au XIXe siècle et au début du XXe siècle.

## Politique et administration

### Découpage territorial

#### Commune et intercommunalités
Commune membre de la communauté de communes du Pays de Niederbronn-les-Bains.

### Élections municipales et communautaires

#### Liste des maires
| Période                                  | Période  | Identité           | Étiquette | Qualité   |
| ---------------------------------------- | -------- | ------------------ | --------- | --------- |
| Les données manquantes sont à compléter. |          |                    |           |           |
| 1900                                     | 1907     | Vollmer Jacques    |           |           |
| 1907                                     | 1911     | Merkling Jacques   |           |           |
| 1911                                     | 1923     | Muller Philippe    |           |           |
| 1923                                     | 1902     | Vollmer Jacques    |           |           |
| 1925                                     | 1943     | Futbub Frédéric    |           |           |
| 1943                                     | 1945     | Gerlinger Jacques  |           |           |
| 1945                                     | 1953     | Jund Jean          |           |           |
| 1953                                     | 1971     | Gerlinger Jacques  |           |           |
| 1971                                     | 1977     | Trautmann Frédéric |           |           |
| 1977                                     | 2001     | Jung Alfred        |           |           |
| mars 2001                                | 2014     | Herbert Schott     |           |           |
| 2014                                     | mai 2020 | Rémi Klein         |           |           |
| mai 2020                                 | En cours | Pascal Klein       |           | Chauffeur |

### Budget et fiscalité 2023

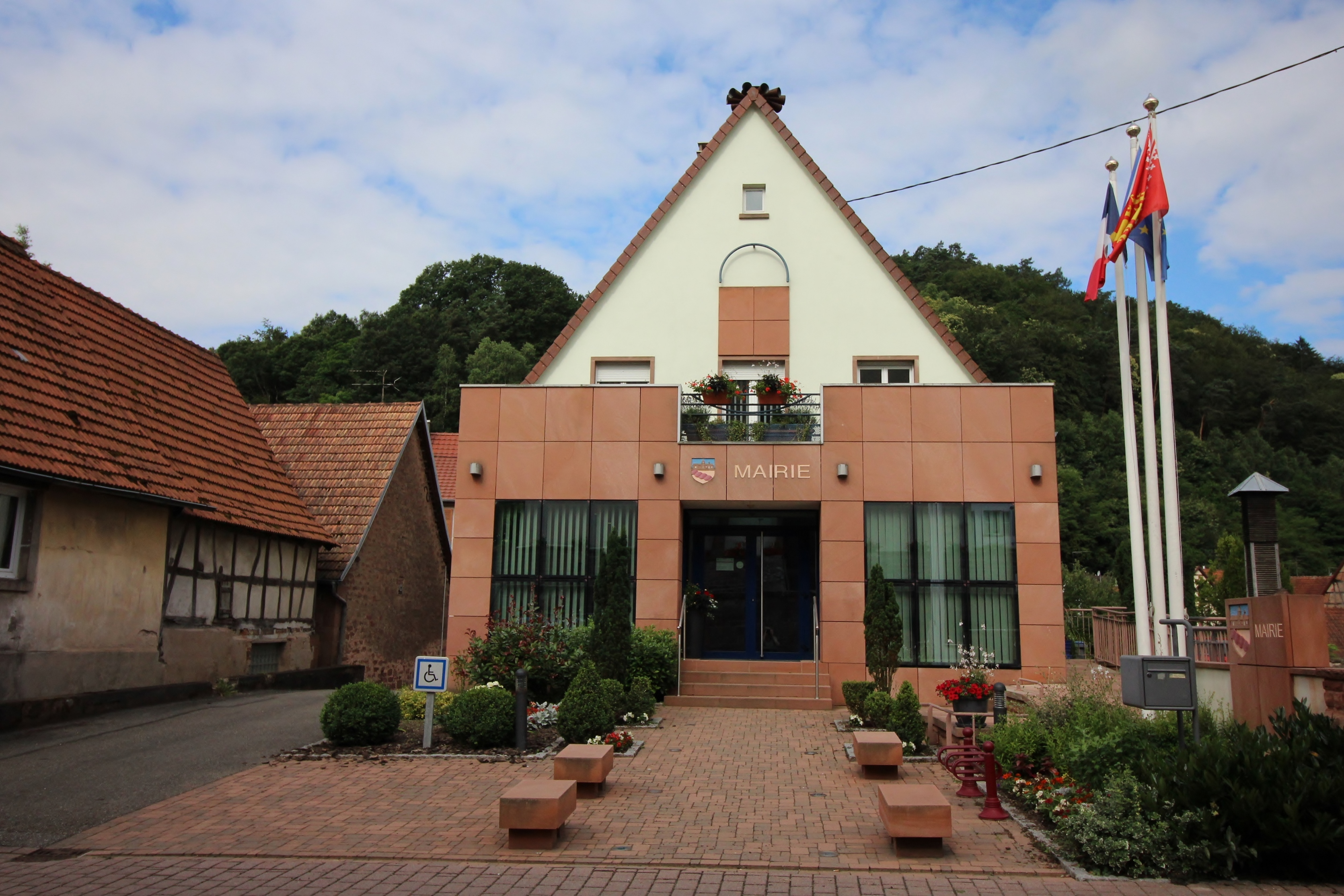
Mairie.

En 2023, le budget de la commune était constitué ainsi :
- total des produits de fonctionnement : 391 000 €, soit 827 € par habitant ;
- total des charges de fonctionnement : 388 000 €, soit 821 € par habitant ;
- total des ressources d'investissement : 43 000 €, soit 91 € par habitant ;
- total des emplois d'investissement : 87 000 €, soit 183 € par habitant ;
- endettement : 163 000 €, soit 287 € par habitant.

Avec les taux de fiscalité suivants :
- taxe d'habitation : 9,24 % ;
- taxe foncière sur les propriétés bâties : 21,76 % ;
- taxe foncière sur les propriétés non bâties : 68,27 % ;
- taxe additionnelle à la taxe foncière sur les propriétés non bâties : 0 % ;
- cotisation foncière des entreprises : 0 %.

Chiffres clés Revenus et pauvreté des ménages en 2021 : médiane en 2021 du revenu disponible, par unité de consommation : 23 160 €.

## Équipements et services publics

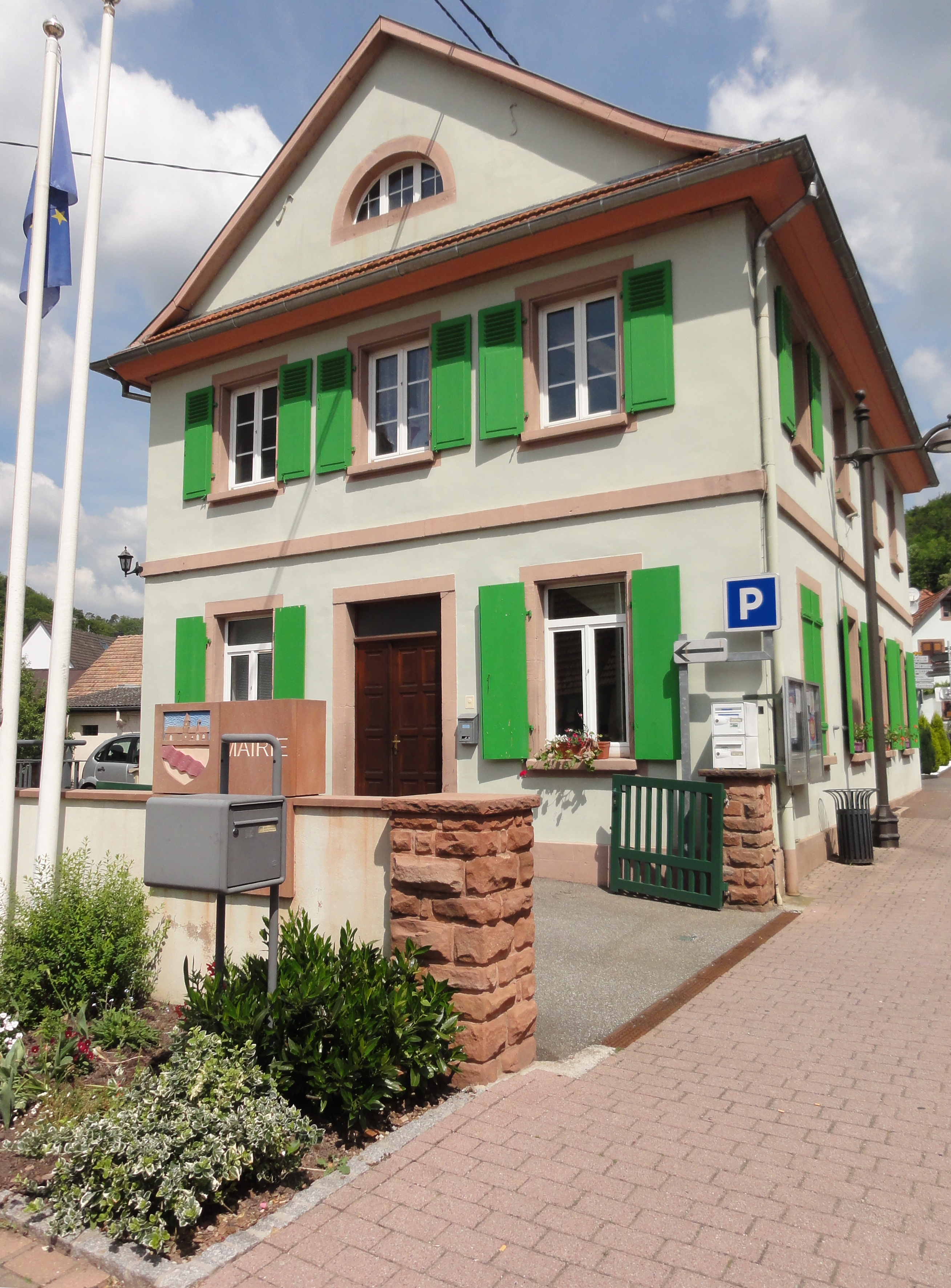
École (XIXe siècle), rue Principale.

### Enseignement
Établissements d'enseignements :
- École maternelle et primaire

École 6 rue Creuse.
École 23 rue Principale.
- Collèges à Ingwiller, Bouxwiller, Val-de-Moder, Wingen-sur-Moder, Niederbronn-les-Bains,
- Lycées à Bouxwiller, Bouxwiller, Éguelshardt, Bitche.

### Santé
Professionnels et établissements de santé :
- Médecins à Offwiller, Zinswiller, Ingwiller, Pfaffenhoffen, La Walck, Niederbronn-les-Bains,
- Pharmacies à Ingwiller, Oberbronn, La Walck, Pfaffenhoffen, Niederbronn-les-Bains,
- Hôpitaux à Ingwiller, Niederbronn-les-Bains, Goersdorf, Bitche.

## Population et société

### Démographie

#### Évolution démographique
L'évolution du nombre d'habitants est connue à travers les recensements de la population effectués dans la commune depuis 1793. Pour les communes de moins de 10 000 habitants, une enquête de recensement portant sur toute la population est réalisée tous les cinq ans, les populations de référence des années intermédiaires étant quant à elles estimées par interpolation ou extrapolation. Pour la commune, le premier recensement exhaustif entrant dans le cadre du nouveau dispositif a été réalisé en 2005.

En 2022, la commune comptait 468 habitants, en évolution de −0,85 % par rapport à 2016 (Bas-Rhin : +3,17 %, France hors Mayotte : +2,11 %).
| 1793 | 1800 | 1806 | 1821 | 1831 | 1836 | 1841 | 1846 | 1851 |
| ---- | ---- | ---- | ---- | ---- | ---- | ---- | ---- | ---- |
| 506  | 430  | 577  | 664  | 675  | 670  | 664  | 694  | 662  |

| 1856 | 1861 | 1866 | 1871 | 1875 | 1880 | 1885 | 1890 | 1895 |
| ---- | ---- | ---- | ---- | ---- | ---- | ---- | ---- | ---- |
| 624  | 649  | 696  | 673  | 647  | 629  | 587  | 615  | 624  |

| 1900 | 1905 | 1910 | 1921 | 1926 | 1931 | 1936 | 1946 | 1954 |
| ---- | ---- | ---- | ---- | ---- | ---- | ---- | ---- | ---- |
| 572  | 563  | 529  | 507  | 470  | 448  | 458  | 448  | 440  |

| 1962 | 1968 | 1975 | 1982 | 1990 | 1999 | 2005 | 2006 | 2010 |
| ---- | ---- | ---- | ---- | ---- | ---- | ---- | ---- | ---- |
| 428  | 412  | 420  | 441  | 472  | 510  | 484  | 490  | 469  |

| 2015 | 2020 | 2022 | - | - | - | - | - | - |
| ---- | ---- | ---- | - | - | - | - | - | - |
| 475  | 471  | 468  | - | - | - | - | - | - |

### Vie associative
- Club Vosgien de Rothbach
- Le Club des Boulistes
- Association de Pêche et de Pisciculture
- Les palets de Rothbach
- Le Football Club Vétérans de Rothbach
- Le Judo Club de Rothbach
- Paroisse protestante de Rothbach/Bischholtz

### Cultes
- Culte protestant[43].
- Culte catholique, communauté de paroisses Zinsel du Nord[44], diocèse de Strasbourg.

## Économie

### Entreprises et commerces

#### Agriculture
- Exploitants agricoles.
- Élevage de chevaux et d'autres équidés.

#### Tourisme
- Gîte de France[45].
- Restaurant à l'Arbre Vert[46].
- Restaurant à la Couronne[47].

#### Commerces et services
- Commerces et services de proximité[48].
- Boulangerie « Le Fournil d’André » et Relais Postal[49].
- Moulin à farine dit Loeschmuhle[50].
- Moulin à farine Niedermuhle[51].
- Moulin Walckmuhle, puis scierie[52].

## Culture locale et patrimoine

### Lieux et monuments

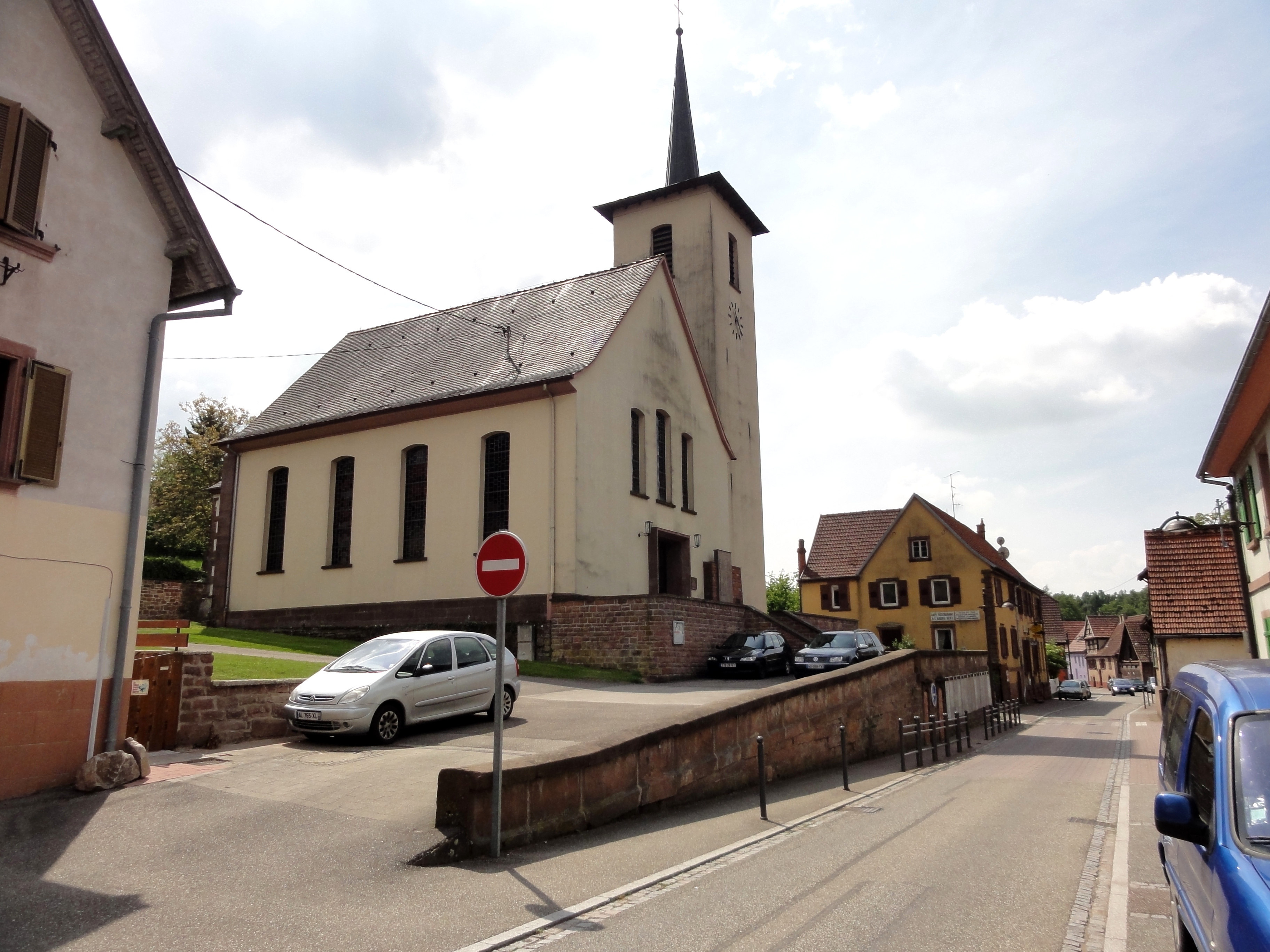
Église protestante (XXe siècle).
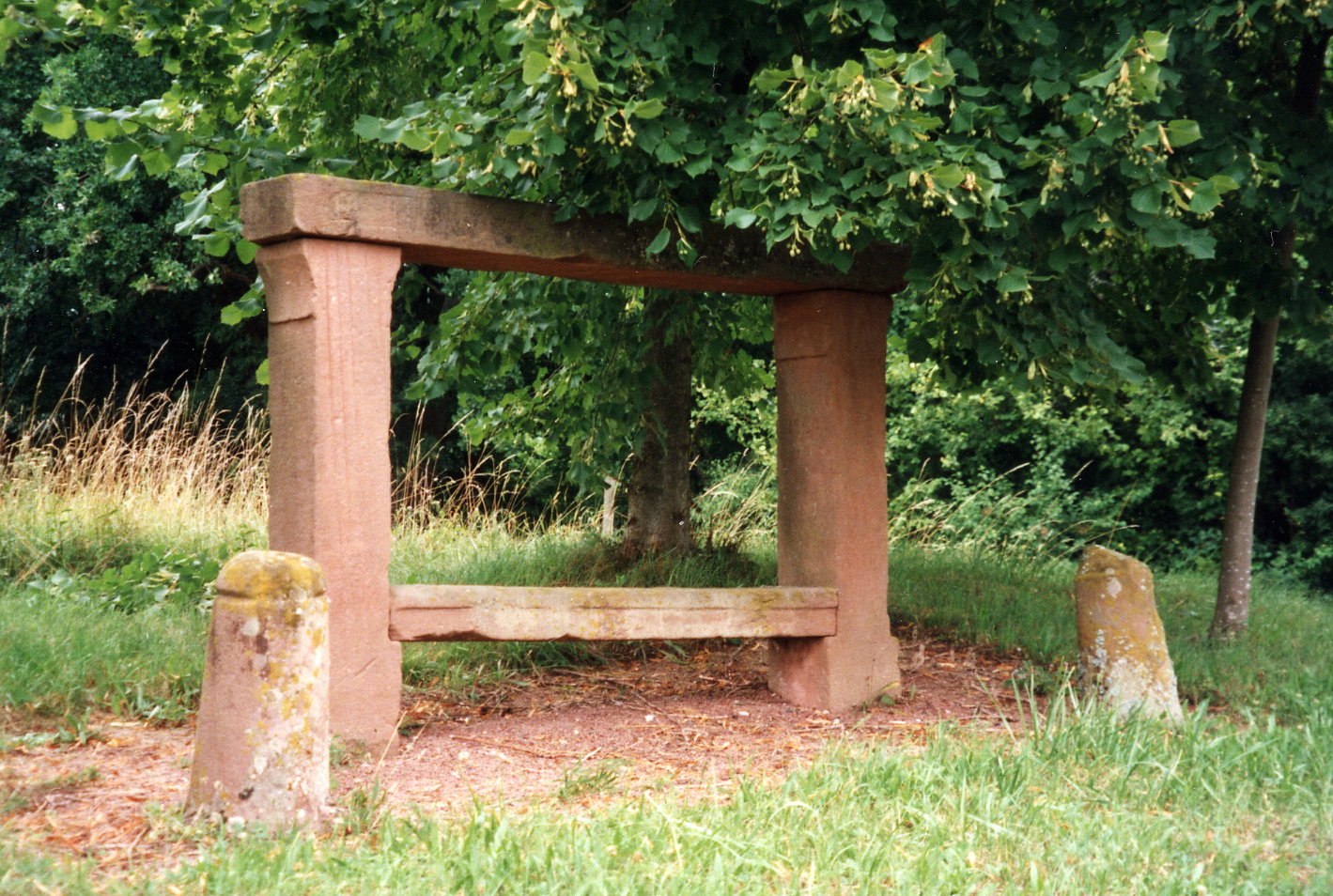
Banc-reposoir.
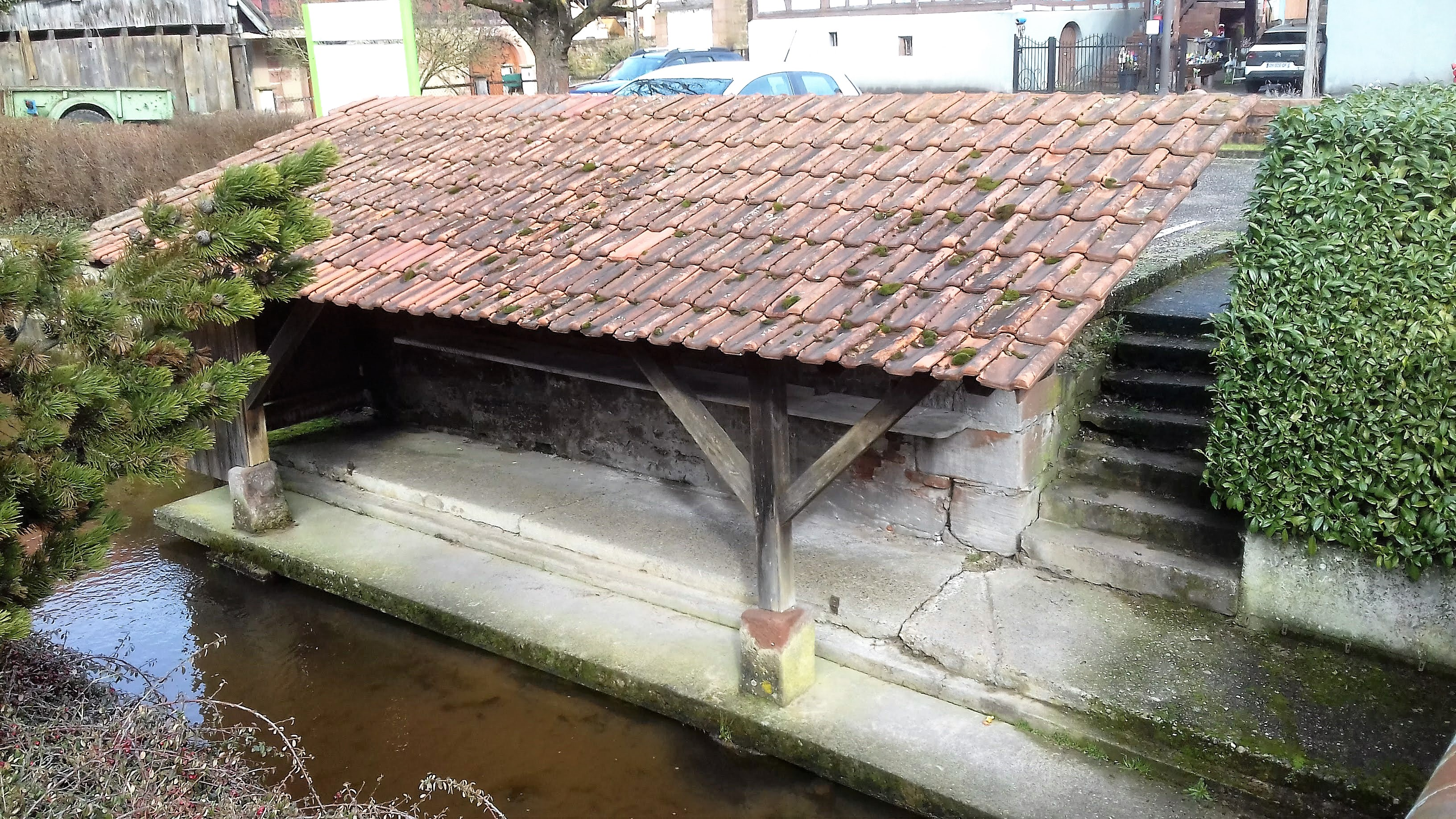
Lavoir.
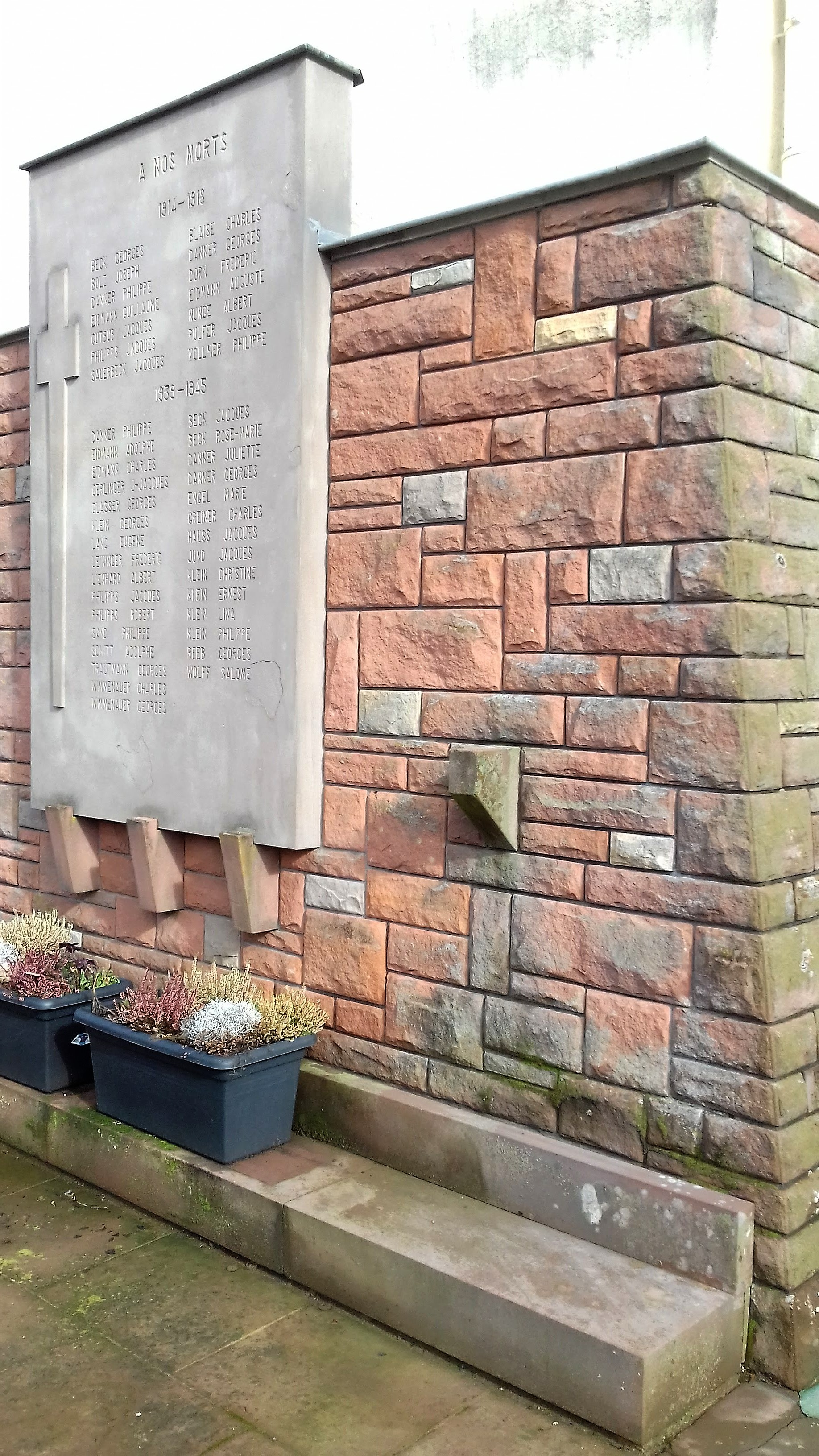
Monument aux morts.
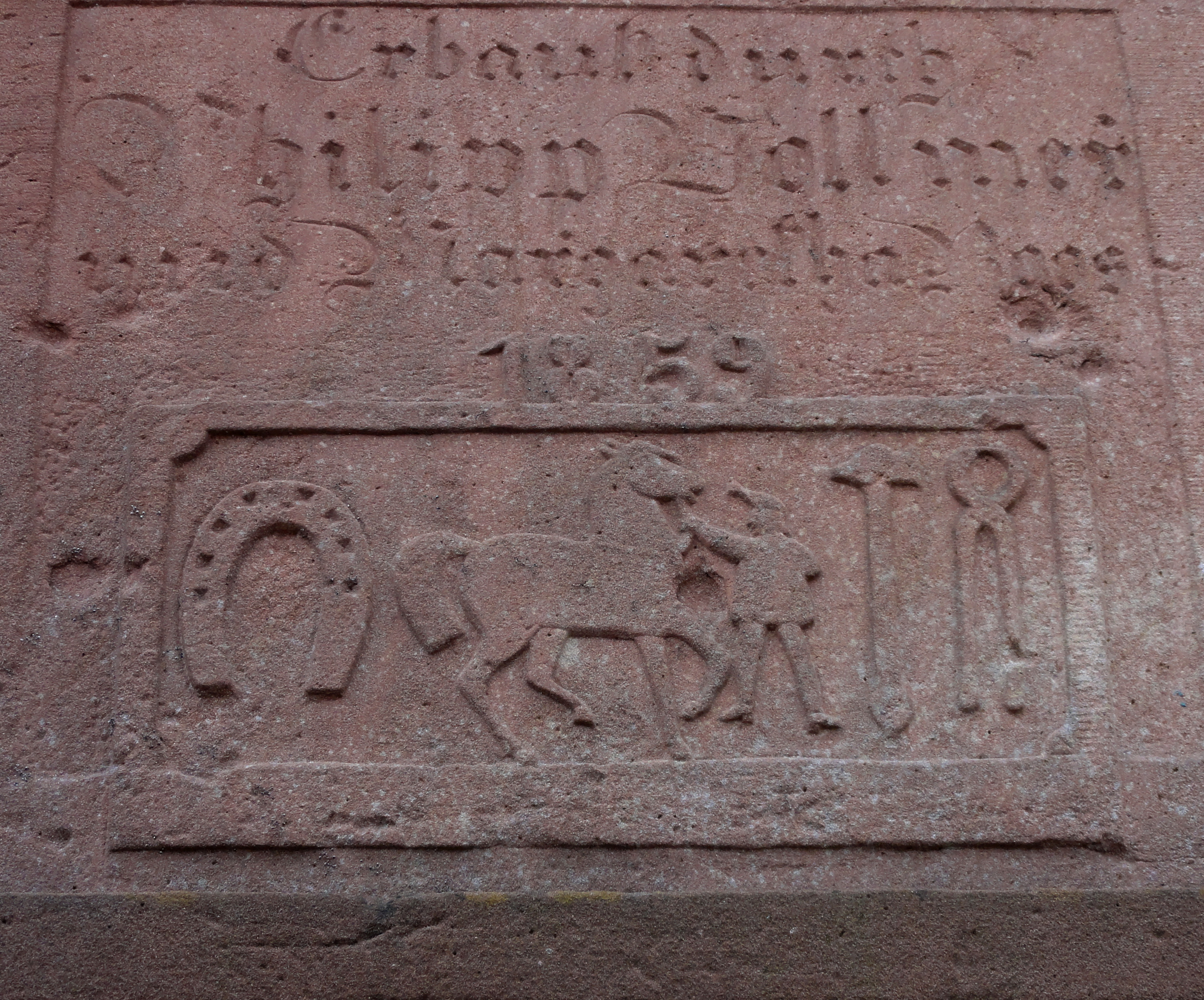
Ferme de forgeron.
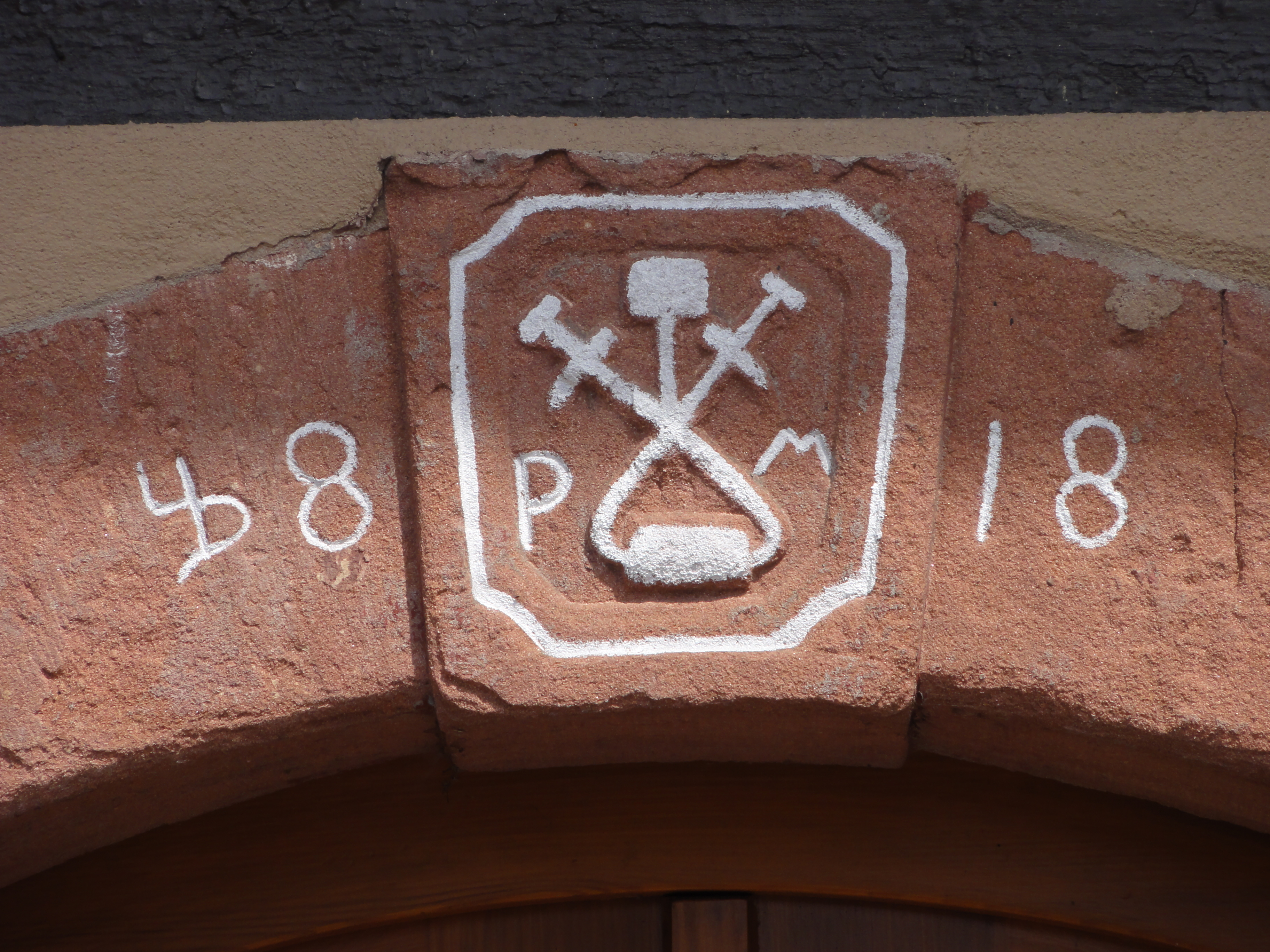
Maison de tonnelier (1818).
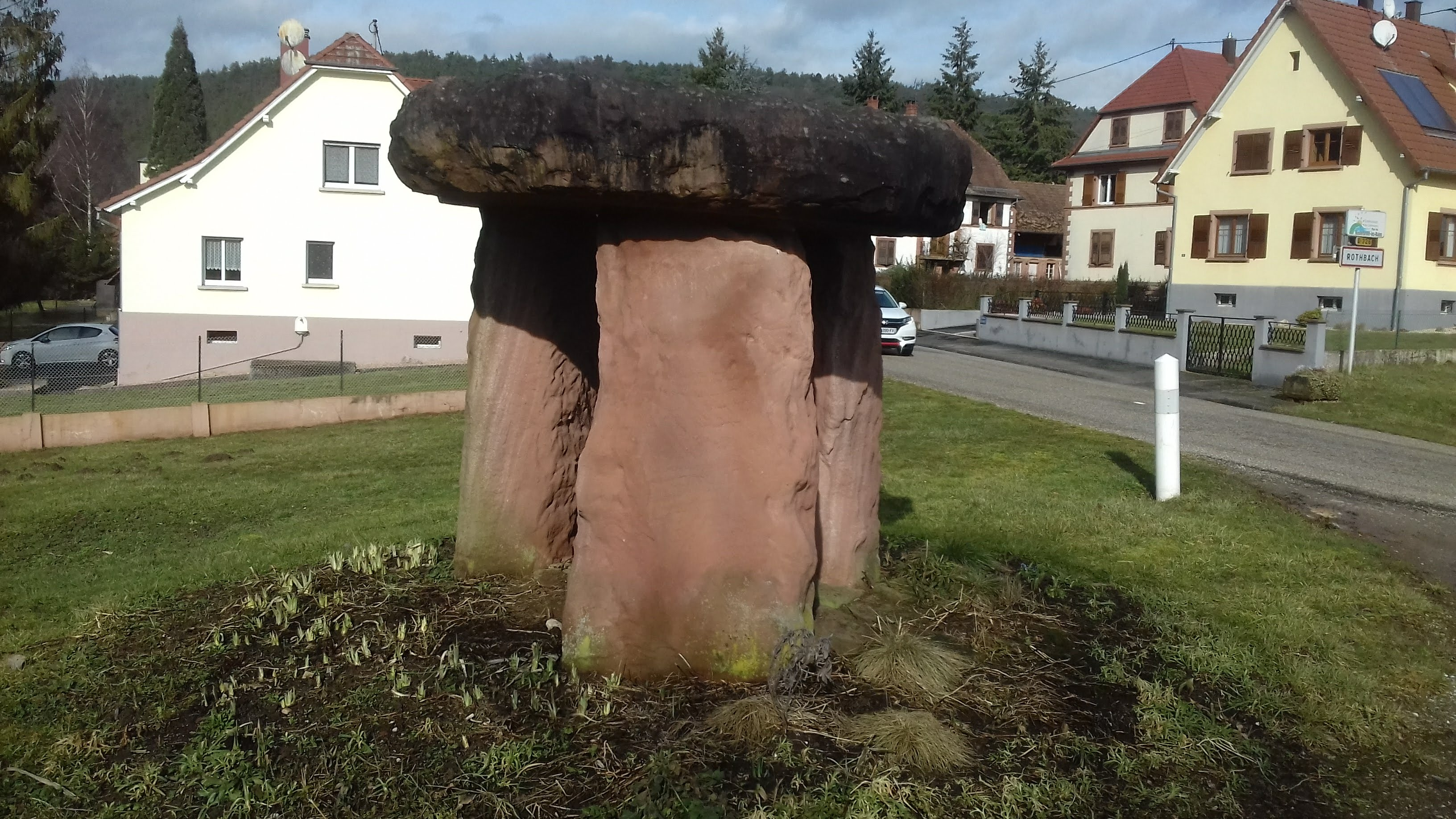
Mégalithe décoratif.

- Église protestante de  1893[53],[54],[55].

Orgue de 1956 de Ernest Muhleisen.
Le mobilier de l'église de protestants.
- Chapelle de Tierkirchlein[58],[59].
- Monuments commémoratifs :
  - Monument aux morts[60] : conflit commémoré : 1870-1871.
  - Tombe commune de 5 soldats du 2e Régiment Royal d'infanterie du Württemberg[61] impliqués dans la bataille de Wœrth-Frœschwiller (1793)
- Banc public dit banc reposoir[62].
- Carrière de grès des Vosges[63].
- L'ancienne synagogue de Rothbach[64].
- Le "Totenbrunnen" ou" Fontaine des morts".

### Personnalités liées à la commune
- Friedrich Lienhard, né à Rothbach le 4 octobre 1865. Écrivain d'expression allemande, chef de file du mouvement littéraire  Heimatkunst hostile à la modernité. Exilé volontairement en Thuringe, il ne restait pas indifférent à la vie littéraire de son terroir alsacien.

### Héraldique
| Blason de Rothbach | Blason  | Coupé : au premier d'azur à la silhouette d'un village, avec son église, le tout d'argent, au second d'or à la bande ondée de gueules. |
| Blason de Rothbach | Détails | |